# مداخله امپراتوری روسیه در انقلاب مشروطه ایران
مداخله امپراتوری روسیه در انقلاب مشروطه ایران (روسی: Российской империи интервенция в персидской конституционной революции) حمایت روسیه از جناح اقتدارگرا به رهبری محمدعلی شاه برای شکست مشروطه‌خواهان بود. امپراتوری روسیه تا ۲۰ آوریل ۱۹۰۹ که ارتش روسیه به فرماندهی سرلشکر اسنارسکی تبریز را برای محافظت از کنسول‌های روسیه اشغال کرد، به‌طور غیرمستقیم از محمدعلی شاه و جناح اقتدارگرا حمایت کرد. پشتیبانی امپراتوری روسیه شامل ارسال اسلحه، اعطای وام به فرمانده قوای قزاق لیاخوف و یک دستگاه تبلیغاتی گسترده علیه رهبران مشروطه‌خواه بود.
روسیه بارها در طول محاصره یک ساله تبریز از امنیت کنسول‌های خود ابراز نگرانی کرده بود. در مکاتبات حسینقلی نظام‌السلطنه نخست‌وزیر ایران و الکساندر ایزولسکی وزیر امور خارجه روسیه موضوع حمله نظامی روسیه به تبریز و فتح آن بارها مطرح شد. پس از آن، به مدت دو سال، ارتش روسیه سعی در اشغال مناطقی در پیرامون دریای خزر را داشت. روس‌ها شهرهای آستارا و بندر انزلی را فتح کردند و حتی فرماندهان روسی پس از برکناری محمدعلی شاه در یک جنگ ناموفق سعی در بازگرداندن وی به سلطنت داشتند. با این وجود نفوذ روسیه در دربار و دیوان‌سالاری قاجار باقی ماند که با تهدید امپراتوری عثمانی منجر به اشغال ایران در جنگ جهانی اول شد.